# Josep Serra i Porsón
Josep Serra i Porsón (Roma, Itàlia, 1824 - Barcelona, Catalunya, 1910) pintor català i professor de Belles Arts. Fou deixeble de l'Escola de Belles Arts a la seva ciutat nadiua i de la de San Fernando de Madrid. Va destacar-se en el dibuix miniaturista, en el que arribà a ser una verdadera especialitat.
Es dedicà a l'ensenyança del mateix durant més de cinquanta anys. Va formar diverses generacions d'artistesn reconeixent les seves rares aptituds per l'ensenyança. Entre ells s'hi contaren, Josep Pelegrí i Clariana, Modest Urgell, Josep i Francesc Masriera, Josep L. Pellicer, Sans Castaño i molts d'altres. Fou professor de l'Escola Provincial de Belles Arts de Barcelona fins a la seva mort. Assolí diverses medalles i recompenses en exposicions nacionals i estrangeres.

## Obres

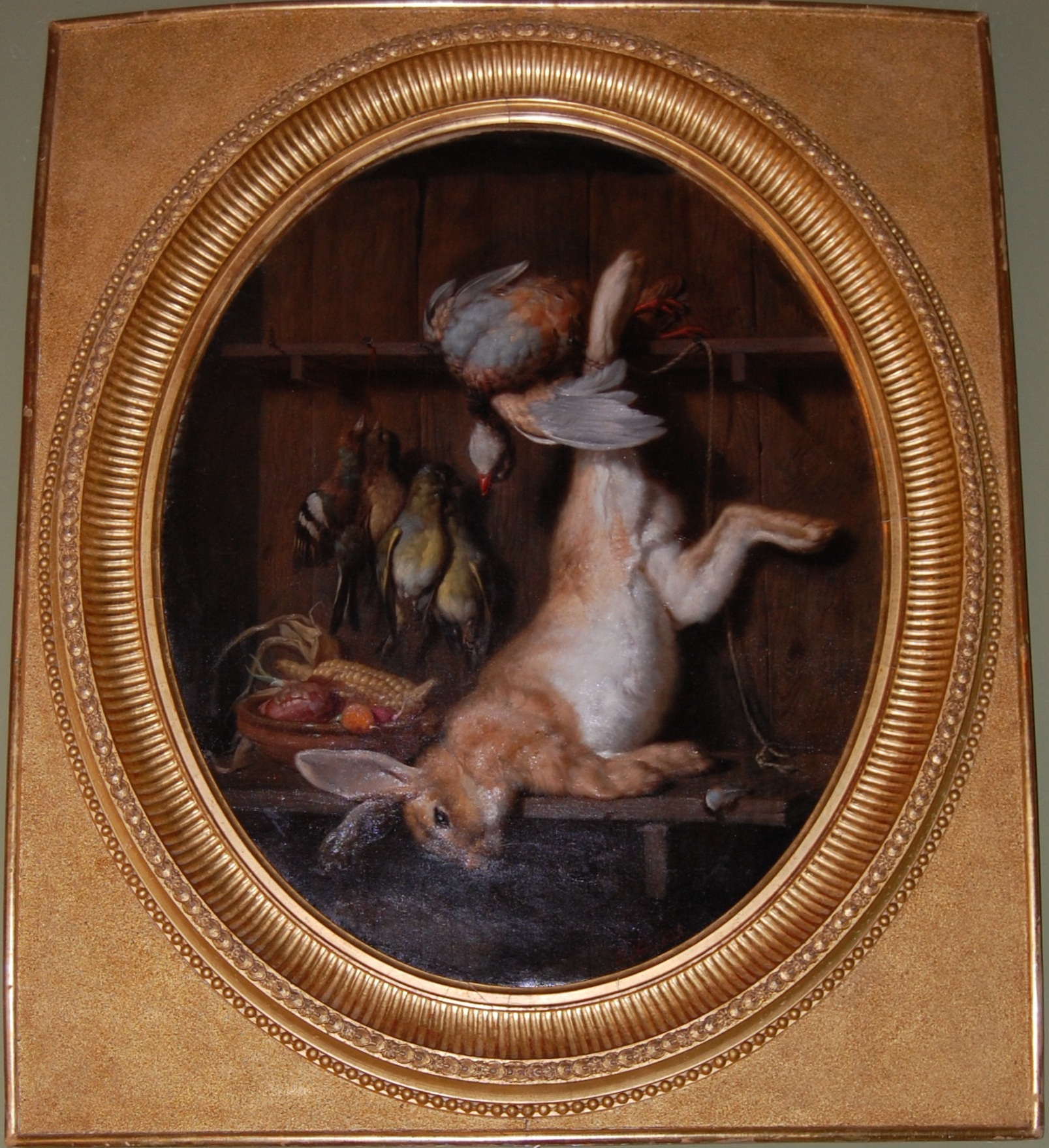
Natura morta amb llebre, 1863, obra conservada a la Masia d'en Cabanyes

Entre les seves millors obres hi ha :
- Taller de Wateau, època Lluís XV
Naturalesa morta
Un camperol i les seves filles
Les primeres roses
Floretes
Pimpinelles
Un guardià
Un músic
El ball de les cintes
A csa del joier
L'armer
Ruben tornant de casera
Retrat d'Albert Pujol
Un nan

A l'Exposició de Belles Arts de Madrid de 1864 assolí medalla amb el quadre El pobre cec i menció honorifica per El misteriós marquès de Saint-Germain, també hi va presentar:
Escena flamenca
Van der Velde fent un estudi de paisatge
Cap d'estudi
Diverses aus, un anèc i una llebre.
El seu quadre Santa Barbara figura en la capella de la Casa de la Remonta d'Artilleria de Conanglell (Vic).